# Simulium pseudoamazonicum
Simulium pseudoamazonicum es una especie de insecto del género Simulium, familia Simuliidae, orden Diptera.
Fue descrita científicamente por Perez & Peterson, 1981.